# Klemm Kl 152
Die Klemm Kl152 war der Entwurf für ein viersitziges, zweimotoriges Reiseflugzeug der Leichtflugzeugbau Klemm GmbH aus dem Jahr 1939.

## Geschichte
Der Entwurf Klemm Kl152 von Carl Bucher entstand bei der Leichtflugzeugbau Klemm GmbH im Jahr 1939 als Weiterentwicklung des zweisitzigen Kabinenflugzeug Klemm Kl 107. Nach Abschluss der Entwicklungsarbeiten an der kleinen zweisitzigen Teilschalenkonstruktion beabsichtigten Hanns Klemm und Carl Bucher die Realisierung einer viersitzigen Variante. Dazu entstand der Entwurf der einmotorigen Klemm Kl 151 sowie der Entwurf einer zweimotorigen Variante Klemm Kl152. Beide Maschinen sollten mit den Kernen des kleineren Ausgangsmusters Klemm Kl107-V2 gebaut werden.
Statt des Rumpfmotors erhielt die Klemm Kl152 je eine Motorgondel in den beiden Tragflächen, die dazu weitgehend neu konstruiert wurden. Als Antrieb waren zwei Hirth-HM-506-Motore vorgesehen.
Die Überlegungen zur viersitzigen Variante der Klemm Kl107 wurden zu Beginn des Zweiten Weltkriegs ausgesetzt. Die einmotorige Variante der Klemm Kl151 wurde später als Ersatz für das Verbindungsflugzeug Messerschmitt Bf 108 wieder aufgenommen. Die zweimotorige Variante Klemm Kl152 wurde nicht weiter verfolgt. Die Typennummer „152“ wurde später für einen Flugzeugentwurf der Firma Focke-Wulf verwendet.

## Technische Daten
| Kenngröße             | Klemm Kl152                          |
| --------------------- | ------------------------------------ |
| Sitze                 | 4                                    |
| Länge                 | 7,30 m                               |
| Spannweite            | 12,40 m                              |
| Höhe                  |                                      |
| Flügelfläche          | 16,50 m²                             |
| Flügelstreckung       | 9,3                                  |
| Rüstmasse             | 895 kg                               |
| Zuladung              | 615 kg                               |
| max. Startmasse       | 1510 kg                              |
| Höchstgeschwindigkeit | 285 km/h                             |
| Reisegeschwindigkeit  | 251 km/h                             |
| Steigzeit             | 294 m/min                            |
| Gipfelhöhe            | 4000 m                               |
| Reichweite            | 1000 km                              |
| Triebwerk             | 2 × Hirth HM506 mit je 95 PS (70 kW) |